# 周新建
周新建（1955年11月—），重庆人。中华人民共和国政治人物。

## 生平
1980年加入中国共产党。西南石油学院地质系石油地质专业毕业，西南财经大学货币银行学专业在职研究生学历，经济学硕士学位。历任中共中央组织部秘书、调研员、处长，干部四局副局长，干部五局副局长、局长，干部三局局长等职。2010年7月出任中共广西壮族自治区委员会组织部部长，次年2月获任自治区党委常委。2015年4月，调任中纪委驻全国政协机关纪检组组长。2018年1月，当选第十三届全国政协委员。